# Kurt Finkenwirth

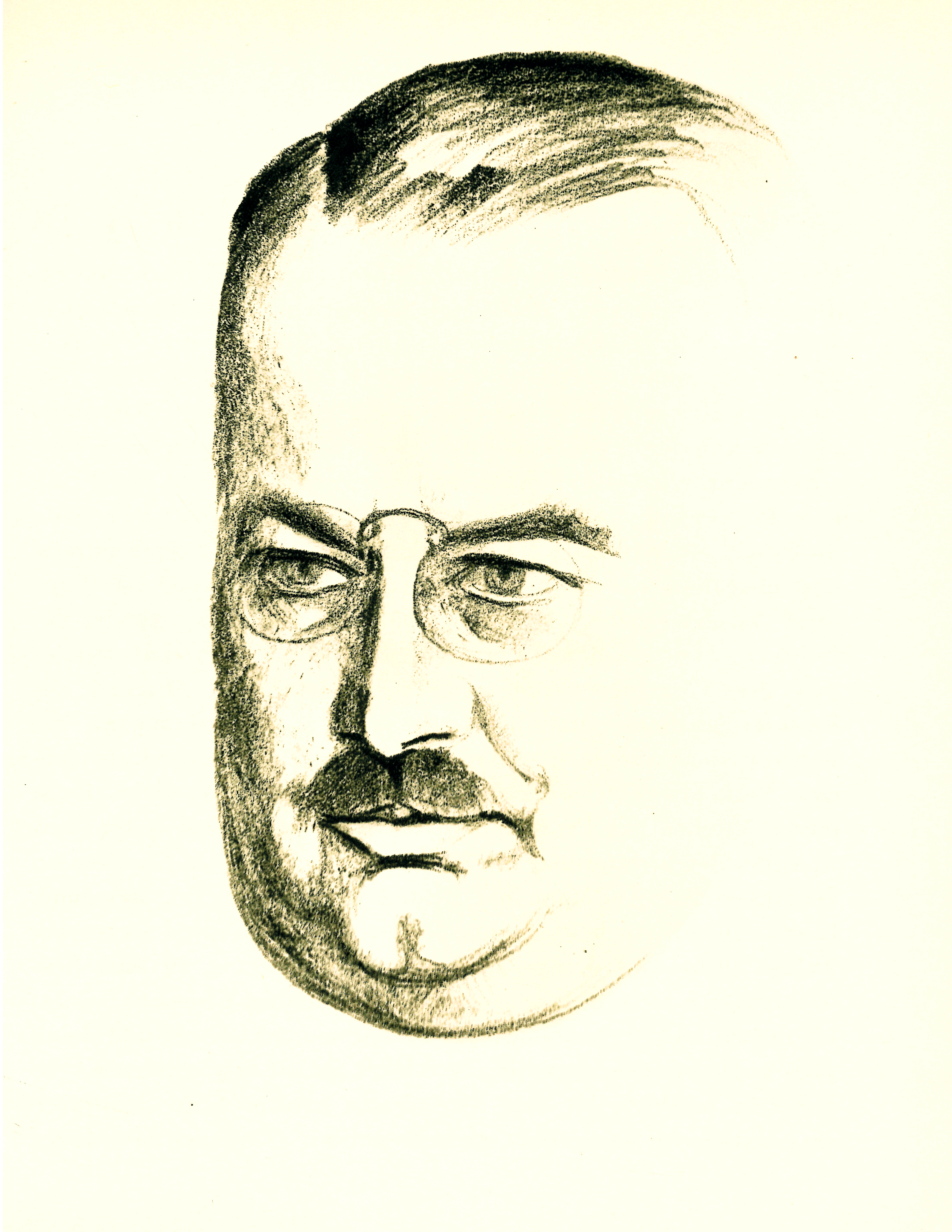
Der Jurist und vielfache Verkehrs- und Wirtschaftsmanager Kurt Finkenwirth;
Zeichnung von August Heitmüller, um 1929

Kurt Finkenwirth (* 4. Mai 1885 in Greiz; † 4. Januar 1943 in Wunstorf) war ein deutscher Jurist, Staatswissenschaftler, Wirtschaftswissenschaftler, Syndikus, Verbandsfunktionär, Abgeordneter des Hannoverschen Provinziallandtages sowie Mitglied des Reichseisenbahnrates. Insbesondere als eigentlicher Sprecher der niedersächsischen Wirtschaft hatte Finkenwirth maßgeblichen Anteil an der Bildung eines Wirtschaftsraumes Niedersachsen und schuf damit wichtige Voraussetzungen für die Bildung eines entsprechenden politischen Raumes, der posthum 1946 mit der Bildung des Landes Niedersachsen realisiert wurde.

## Leben
Kurt Finkenwirth wurde in der Gründerzeit des Deutschen Kaiserreichs in der Hauptstadt des seinerzeitigen Fürstentums Reuß ältere Linie im heutigen Thüringen geboren als Sohn eines Fabrikbesitzers und Kaufmannes der Textilbranche. Nach seinem Abitur im Jahr 1903 durchlief er zunächst eine Lehre als Bankkaufmann, diente 1905/06 als Einjährig-Freiwilliger im 10. Sächsischen Infanterie-Regiment Nr. 134. und studierte Rechtswissenschaften, Staatswissenschaften und Volkswirtschaftslehre. Während seines Studiums wurde er 1906 Mitglied der damaligen Turnerschaft (bzw. seit 1909) Burschenschaft Normannia Leipzig. Nach Beendigung seiner Studien im Jahr 1909 und der Promotion zum Dr. phil. arbeitete er zunächst für kurze Zeit in Dresden als Hilfsarbeiter am Königlich Sächsischen Statistischen Amt.
Von 1910 bis 1920 durchlief Kurt Finkenwirth eine Karriere bei der Handelskammer Krefeld, begann als wissenschaftlicher Assistent und wurde 1912 zunächst stellvertretender Syndikus der Organisation. Parallel dazu nahm er eine Tätigkeit in Berlin auf, die zeitweilig durch seine Teilnahme am Ersten Weltkrieg in den Jahren von 1914 bis 1917 unterbrochen wurde, obgleich Finkenwirth ab 1916 die Stellung des Syndikus der Handelskammer Krefeld wahrnahm. Im Ersten Weltkrieg diente er als Reserveoffizier, zuletzt als Oberleutnant der Reserve im 9. Infanterie-Regiment Nr. 133. Er wurde mit dem Eisernen Kreuz II und dem Sächsischen Albrechts-Orden 2. Klasse mit Schwertern ausgezeichnet.
Noch im letzten Kriegsjahr 1918 wurde Kurt Finkenwirth Mitglied im Vorstand der Reichsbekleidungsstelle. Die ehemalige Kriegswirtschafts-AG, Geschäftsabteilung der Reichsbekleidungsstelle wurde zu Beginn der Weimarer Republik 1919 in Reichs-Textil-AG umbenannt, die Finkenwirth dann als Direktor leitete. Ebenfalls noch 1919 übernahm er im Reichswirtschaftsministerium die Stellung des Kommissars für Textilnotstandsversorgung.
Zum 1. April 1920 gelang es dem Präsidenten der Handelskammer Hannover, Fritz Beindorff, Finkenwirth für die Position des Ersten Syndikus beziehungsweise zum Hauptgeschäftsführer der Handelskammer in Hannover zu gewinnen. Laut der im Stadtarchiv Hannover erhaltenen Karte des ehemaligen Einwohnermeldeamtes nahm der dort als Dr. phil. geführte Finkenwirth am 19. April desselben Jahres Wohnsitz in der damaligen Holscherstraße 9.
In Hannover entwickelte Finkenwirth nun unter anderem „[…] seine Ideen“ zur Verschmelzung der Freistaaten Braunschweig, Oldenburg und Schaumburg-Lippe mit der preußischen Provinz Hannover zum Land Niedersachsen.
Gemeinsam mit Fritz Beindorff, Erich Tgahrt und Richard Platz entwickelte Finkenwirth die Handelskammer Hannover zu führenden Selbstorganisation der niedersächsischen Wirtschaft mit einer bedeutenden Erhöhung ihrer Reputation. „[…] Außergewöhnliche Verdienste“ erwarb sich Finkenwirth als „[…] hervorragender Organisator“ insbesondere der Wirtschafts- und Verkehrsinteressen im niedersächsischen Raum. So übernahm er – ebenfalls schon 1920 – den Vorsitz des neu gegründeten Verkehrsverbandes Niedersachsen und wurde zudem Geschäftsführer des Wirtschaftsausschusses Niedersachsen.
Nachdem 1924 der Name der Handelskammer Hannover in Industrie- und Handelskammer Hannover (IHK) geändert worden war – im selben Jahr verzog Finkenwirth in die seinerzeitige Bödekerstraße 18 in der Oststadt Hannovers – wurde Kurt Finkenwirth im Folgejahr 1925 zum Mitbegründer der „Wirtschaftswissenschaftlichen Gesellschaft zum Studium Niedersachsens e.V.“, die die wirtschaftlichen Grundlagen des niedersächsischen Raumes in Verbindung zwischen der Forschung und der Praxis erforschen sollte.
Während der Einweihung des ersten eigens für die IHK Hannover errichteten Gebäudes – an dessen Stelle sie noch heute wirkt – hob Finkenwirth vor den versammelten Entscheidern aus Politik, Verwaltung, Presse und Wissenschaft 1928 die Selbstverwaltung der hannoverschen Wirtschaftsorganisation als eine der größten unter den 130 damaligen Kammern in Deutschland hervor. In Unterscheidung verpflichteter und freiwilliger Aufgaben betonte er sowohl die Mitwirkung in Gremien als auch die seinerzeitige „Mitwirkungspflicht“ bei der Festsetzung der Gewerbesteuer.
Noch in den 1920er Jahren wurde Kurt Finkenwirth zudem Geschäftsführender Vorsitzender des Industrie- und Handelskammerverbandes, in gleicher Position auch des Wirtschaftsbundes Niedersachsen-Kassel und des Verkehrsverbundes Niedersachsen-Kassel. Zusätzlich nahm Finkenwirth Aufgaben wahr als Mitglied im Reichseisenbahnrat der Deutschen Reichsbahn sowie im für die Provinz Hannover zuständigen Landeseisenbahnrat, als Reichswasserstraßen-Beirat und im Weser-Ems-Wasserstraßen-Beirat.
Finkenwirth war zudem gewähltes Mitglied im Provinziallandtag Hannover sowie stellvertretender Vorsitzender im Kuratorium der von ihm initiierten Harzwasserwerke.
Am 9. November 1929 wurden Finkenwirth und seiner Ehefrau „[…] Marg., geb. Merkel“ (* 4. Mai 1885 in Greiz) die Tochter Ilse geboren.
Am 12. Mai 1931 ehrte ihn die hannoversche Technische Hochschule (TH) mit der Verleihung des Titels eines akademischen Ehrenbürgers. Doch nur rund zwei Jahre später – nach der Machtergreifung durch die Nationalsozialisten – wurde Kurt Finkenwirth 1933 „[…] aufgrund unhaltbarer politischer Verdächtigungen“ von der hannoverschen IHK fallengelassen. So schied er aus der IHK aus, „[…] blieb aber ähnlichen Organisationen stets verbunden.“
Nachdem der seinerzeitige Rektor der TH Hannover – ganz ähnlich wie bei Heinrich Tiefers – der Dozentenschaft am 16. April 1934 schriftlich mitgeteilt hatte, ein vom 6. April des Jahres datiertes Schreiben des NSDAP-Gauleiters des Gaus Südhannover-Braunschweig, Bernhard Rust, würde den Entzug des Ehrenbürgertitels Finkenwirth notwendig machen, verzog der ehemalige „Handelskammer Syndikus“ und nun nur noch als Geschäftsführer geführte Finkenwirth am 30. September desselben Jahres nach Kassel unter die seinerzeitige Adresse Kaiserplatz 31. Trotz neuerer Forschungen Anfang des 21. Jahrhunderts konnte das weitere Verfahren hinsichtlich Finkenswirths akademischen Ehrentitels bisher nicht ermittelt werden.
Unterdessen veröffentlichte der ehemals hannoversche Syndikus anlässlich des Wesertages am 26. Oktober 1934 über die Kasseler Post einen Aufsatz zum Thema Kurhessen im mitteleuropäischen Verkehrsraum. Darin ging er ausführlich auf die Geographie und die damit verbundenen Probleme Nordhessens ein, forderte unter anderem die Vollkanalisierung der Weser und der Fulda bis Kassel und hob die Vorzüge der modernen Autobahntechnologie gegenüber dem Eisenbahnbau des vergangenen Jahrhunderts hervor.
Nachdem Kurt Finkenwirth neben Kassel dann auch wieder in Berlin tätig geworden war, teilte der Rektor der hannoverschen TH dem Reichsministerium für Wissenschaft, Erziehung und Volksbildung in Berlin wenige Wochen vor Beginn des Zweiten Weltkrieges am 28. Juni 1939 mit, dass laut der NSDAP-Leitung des Gaues Südhannover-Braunschweig und anderen keinerlei politische Einwendungen erhoben würden. Wie es – rund fünf Jahre nach einer gegenteiligen Verlautbarung – zu einer solchen Kehrtwende in der Beurteilung Finkenwirths kam – ist laut neuerem Forschungsstand nicht mehr nachvollziehbar. Tatsächlich blieb Finkenwirths Name weiterhin bis in das Vorlesungsverzeichnis des Studienjahres 1941/42 bei der TH Hannover erwähnt.
Unterdessen arbeitete Finkenwirth ab 1940 – ebenfalls in Berlin – im Oberkommando des Heeres (OKH) als Oberstintendant, war dort zuständig für die Versorgung der Landstreitkräfte des deutschen Heeres mit Konserven.
Kurt Finkenwirth kam – nach einer Besprechung mit seinem früheren Kollegen Fritz Beindorff auf der Durchreise nach Brüssel – bei dem Eisenbahnunglück vom 4. Januar 1943 in Wunstorf ums Leben.

## Schriften (Auswahl)
- Urkundliche Geschichte der Gera-Greizer Wollwarenindustrie von 1572 bis zur Neuzeit. Dissertation Universität Leipzig 1909, Weida 1910.
- Die Gera-Greizer Textil-Industrie, Greiz: Kellert, 1910; Inhaltsverzeichnis
- Die Verkehrsentwicklung Crefelds seit 1900 (in Frakturschrift), aus: Verwaltungsbericht der Stadt Crefeld 1901-10, Crefeld: Kramer & Raum, [1915]
- Otto Franzius, Kurt Finkenwirth: Denkschrift über Talsperrenbauten im Westharz. Westsperren-Vorentwurf, verfasst im Auftrag des Landesdirektoriums Hannover von der Wasserwirtschaftlichen Gesellschaft Hannover e. V., 2 Bände (Hauptwerk und Tabellen und Pläne), Hannover: Göhmannsche Buchdruckerei und Verlag, 1926
- Die Harzwasserwerke der Provinz Hannover in ihrer Bedeutung für das Leine-Innerste-Oker-Aller-Flußgebiet (= Veröffentlichungen der Wirtschaftswissenschaftlichen Gesellschaft zum Studium Niedersachsens E. V., Reihe A, Heft 3), Hannover: Technische Hochschule Hannover, Wirtschaftswissenschaftliche Gesellschaft zum Studium Niedersachsens E. V., 1927
- Kammern und Kommunen (= Recht und Praxis der Industrie- und Handelskammern, Heft 1), Berlin: Reimar Hobbing, 1928
- Verkehrszentrum Hannover. In: Hannoversche Woche vom 16. Juli 1930, S. 5–12
- Kurhessen im mitteleuropäischen Verkehrsraum. In: Kasseler Post vom 26. Oktober 1934

## Archivalien
Archivalien von und über Kurt Finkenwirth finden sich beispielsweise
- als Einwohnermeldekarte im Stadtarchiv Hannover[4]